# Eduard Oswald
Eduard Oswald, né le 6 septembre 1947 à Augsbourg, est un homme politique allemand appartenant à l'Union chrétienne-sociale en Bavière (CSU).
Dernier ministre fédéral de l'Aménagement du territoire d'Helmut Kohl, pendant quelques mois en 1998, il préside ensuite diverses commissions du Bundestag, avant d'en devenir vice-président entre 2011 et 2013.

## Éléments personnels
De 1964 à 1968, il suit une formation pour devenir commerçant au détail. Par la suite, il étudie les affaires (Betriebswirtschaft) à Munich, et obtient son diplôme en 1971. Cette même année, il entreprend des études de professeur du primaire et du secondaire. Il exerce cette profession de 1974 à 1978.
Marié depuis 1972, il est père de deux enfants et appartient à l'Église catholique romaine.

## Vie politique

### Carrière locale
Eduard Oswald a rejoint l'Union chrétienne-sociale en Bavière (CSU) en 1966. Sept ans plus tard, il en est élu président dans l'arrondissement d'Augsbourg et occupe ce poste jusqu'en 1999. En 1978, il est élu député régional au Landtag de Bavière, et y siège jusqu'en 1986.

### Un député fédéral spécialiste de l'éducation
Élu député fédéral au Bundestag l'année suivante, il prend en 1990 la présidence du groupe de travail des députés de la CSU sur l'Éducation et la Recherche et siège au sein de la mission d'information parlementaire « Éducation 2000 ». Deux ans plus tard, il est nommé coordinateur parlementaire (Parlamentarischer Geschäftsführer) de la fraction CSU au sein du groupe CDU/CSU au Bundestag.

### Ministre fédéral d'Helmut Kohl
Eduard Oswald entre au gouvernement fédéral le 14 janvier 1998 comme ministre fédéral de l'Aménagement du territoire, de la Construction et de l'Urbanisme. Il est cependant contraint de démissionner neuf mois et demi plus tard, à la suite de l'arrivée au pouvoir du Parti social-démocrate d'Allemagne (SPD).

### Un cadre du Parlement allemand
Réélu au Bundestag, il prend la tête de la commission des Transports, de la Construction et du Logement jusqu'à la fin anticipée de la législature, en 2005. Cette année-là, il est élu président de la commission des Finances pour quatre ans. Après les élections fédérales de 2009, il est porté à la direction de la commission de l'Économie et de la Technologie, mais abandonne ce poste au profit de la vice-présidence du Bundestag, où il prend la succession de Gerda Hasselfeldt, le 23 mars 2011 en recueillant 88,4 % des suffrages exprimés. À l'occasion des élections fédérales du 22 septembre 2013, il se retire de la vie politique et ne sollicite donc pas le renouvellement de son mandat.